# Висачківський соляний купол
Виса́чківський [Ісачківський] горб (інші назви — Висачківська дайка, Висачківський соляний купол) — куполоподібне підняття на Придніпровській височині, Україна. Розташований між селами Висачки (інакше — Ісачки), Тишки та Кузубівка Лубенського району Полтавської області. Частина території Висачнівського горба (22,9 га) має статус геологічної пам'ятки природи місцевого значення — «Висачківський кар'єр».
Горб являє собою препарований водною і давньольодовиковою ерозією вододільний останець овальної форми серед терасових низовин межиріччя Сули й Удаю. Перекритий лісоподібними суглинками, на північно-східних схилах — мореною. Абсолютна висота вищої з двох вершин горба — 146 м (відносна — 56 м). Горб простягається з північного заходу на південний схід на 3,7 км. Ширина — до 1,6 км.
Південний схил горба крутий, густо розчленований ярами (лісонасадження тут чергуються зі степовими ділянками). Верхня частина і пологі схили горба розорані.
Пам'ятка є яскравим прикладом прояву в рельєфі локального неотектонічного підняття — так званої «соляної тектоніки» (видавлювання з надр масивів кам'яної солі як пластичної гірської породи крізь товщі твердіших гірських порід, що залягають над нею). Шток девонської кам'яної солі залягає на глибині від 40 м. По периферії підняття соляний шток оточений винесеними з глибини 4—5 км до земної поверхні брилами магматичних гірських порід — діабазів. Тут у кар'єрі (в південно-західній частині горба) проводився видобуток діабазів для потреб дорожнього будівництва. Тепер на місці кар'єра — озеро.
Висачківський горб — давній об'єкт зацікавлення геологів і природознавців.